# 819 Azerski Batalion Piechoty
819 Azerski Batalion Piechoty „Dżawat Chan” (niem. Aserbeidschanische Infanterie Bataillon 819 „Djavad Khan”, ros. 819-й азербайджанский пехотный батальон „Джавад хан”) – oddział wojskowy Wehrmachtu złożony z Azerów podczas II wojny światowej.

## Historia
Batalion został sformowany 24 sierpnia 1943 r. w Jedlni. Na jego czele stanął mjr Heise. Formalnie wchodził w skład Legionu Azerbejdżańskiego. Od końca 1943 r. zwalczał partyzantkę na ziemiach polskich. Na pocz. 1945 r. działał w rejonie Krakowa, a następnie na Górnym Śląsku w składzie 1 Armii Pancernej.